# Picada Café
Picada Café är en kommun i Brasilien.   Den ligger i delstaten Rio Grande do Sul, i den södra delen av landet, 1 600 km söder om huvudstaden Brasília. Antalet invånare är 5 182. Arean är 85 kvadratkilometer.
Terrängen i Picada Café är huvudsakligen kuperad.
I omgivningarna runt Picada Café växer i huvudsak städsegrön lövskog. Runt Picada Café är det ganska glesbefolkat, med 38 invånare per kvadratkilometer.